# Бенџамин Кајзер
Бенџамин Кајзер (фр. Benjamin Kayser; 26. јул 1984) професионални је рагбиста и репрезентативац Француске, који тренутно игра за Клермон. Од 2004. до 2007. играо је за Стад Франс, од 2007. до 2009. за Лестер Тајгерс, од 2009. до 2010. поново за Стад Франс, од 2010. до 2011. за Олимпик Кастр, а онда је дошао у Клермон за који је до сада одиграо 99 мечева и постигао 25 поена. За "галске петлове" дебитовао је 2008. против Аустралије. За репрезентацију Француске до сада је одиграо 37 тест мечева и постигао 2 есеја.